# Ábaton
El ábaton (en griego antiguo: τὸ ἄϐατον, romanizado: tò ábaton, ‘lugar donde no se debe caminar’, ‘santo’, ‘sagrado’, ‘inviolable,’ sustantivo neutro del adjetivo ἄϐατος/ábatos, ‘inaccesible’, ‘intransitable’) o a veces ádyton(τὸ ἄδυτον (tò áduton), también sustantivo neutro del adjetivo del mismo significado, ἄδυτος, ádutos) es, en la Arquitectura de la Antigua Grecia, una parte de un templo o lugar consagrado a la que estaba prohibido el acceso a los profanos. Los abatones se encuentran tanto en el Antiguo Egipto como en el cristianismo ortodoxo.

## Antigua Grecia

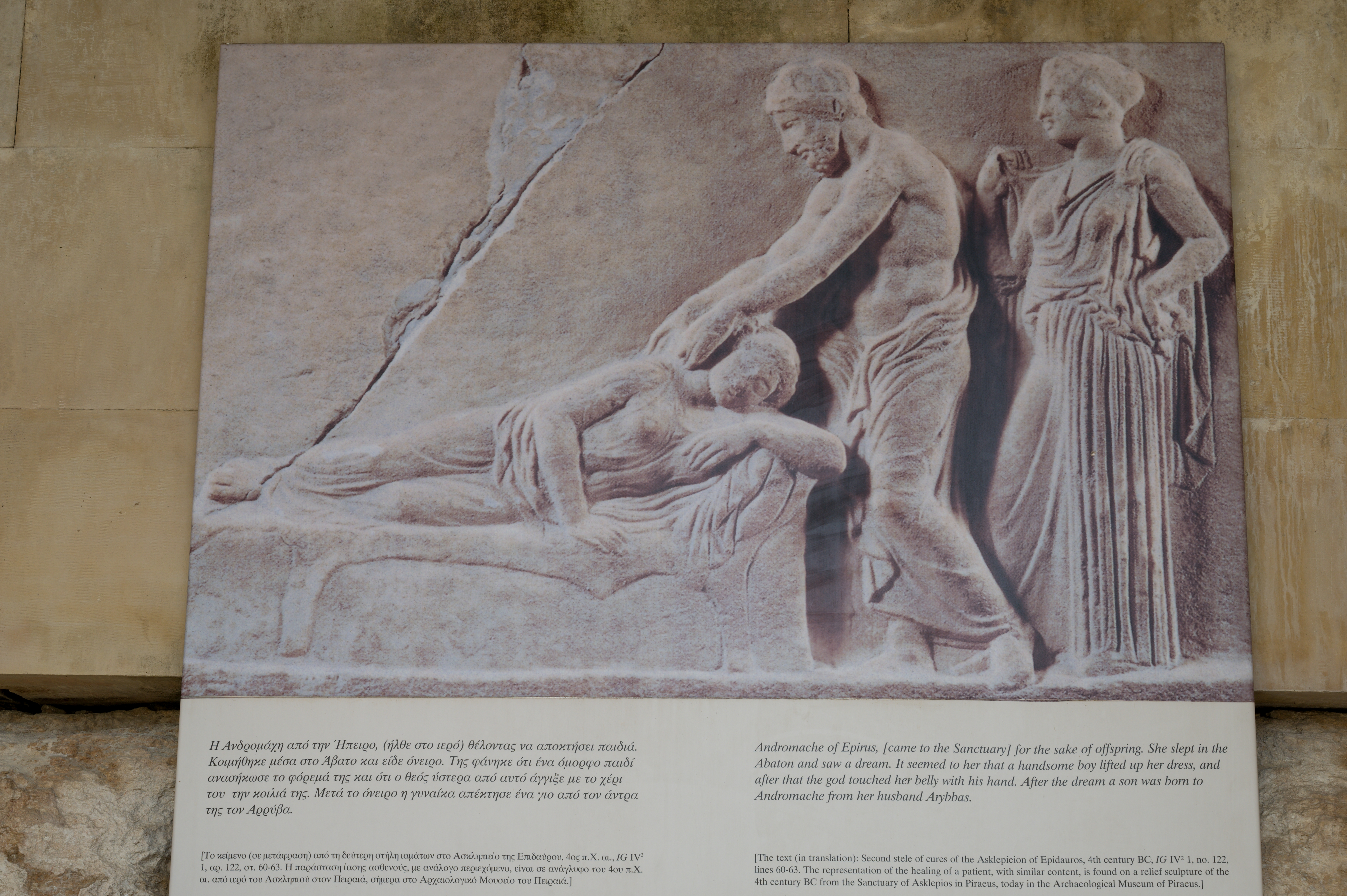
Estela exvoto, Epidauro, El texto que la acompaña dice: «Andrómaca de Epiro [acudió al santuario] con la esperanza de tener un hijo. Durmió en el ábaton, donde tuvo un sueño. Le parecía que un apuesto joven le levantaba el vestido, tras lo cual el dios le tocaba el vientre con la mano. Después de su sueño, Andrómaca tuvo un hijo de su marido Aribas».

El ábaton es un edificio cuyo acceso está reservado únicamente a quienes sirven al culto. Sin embargo, este tipo de espacio también se utilizaba en templos como el Santuario de Asclepio en Epidauro. Su ábaton se utilizaba para el rito de curación conocido como incubación. Como explica René Ginouvès, «el enfermo debía dormir en un lugar especial del santuario, llamado ábaton, y esperar los sueños oraculares que el dios le enviaba durante la noche; estos sueños, interpretados por los sacerdotes, le daban directamente la curación o le indicaban los medios para obtenerla».
Se han encontrado abatones en el Asclepeion de Corinto y en el Anfiareo de Oropo. Estos edificios se asocian a menudo con la práctica dela iatromancia (que combina medicina y adivinación) y con la proximidad de manantiales, ya que el agua que surge de la tierra se consideraba la manifestación de los poderes ctónicos.
En Rodas se erigió una tumba monumental de Artemisia II para conmemorar su éxito al hacerse señora de la isla. Tras recuperar su libertad, los rodios la hicieron inaccesible, de ahí el nombre posterior de ἄβατον.

## Antiguo Egipto
En el Antiguo Egipto, había  un santuario situado en la isla de Bigeh junto a la primera catarata del Nilo, cerca de la isla de File. Fue en este santuario donde se conservaron los restos de Osiris. Se dice que la tumba estaba oculta bajo un montículo plantado de árboles. Los altares de la arboleda sagrada circundante eran atendidos en cada una de las fiestas del dios por sus sacerdotes. El acceso a la isla estaba restringido a los sacerdotes encargados del rito. Tenían que purificarse para el culto: se afeitaban la cabeza y el cuerpo, se lavaban y recibían purificaciones rituales.

## Cristianismo ortodoxo

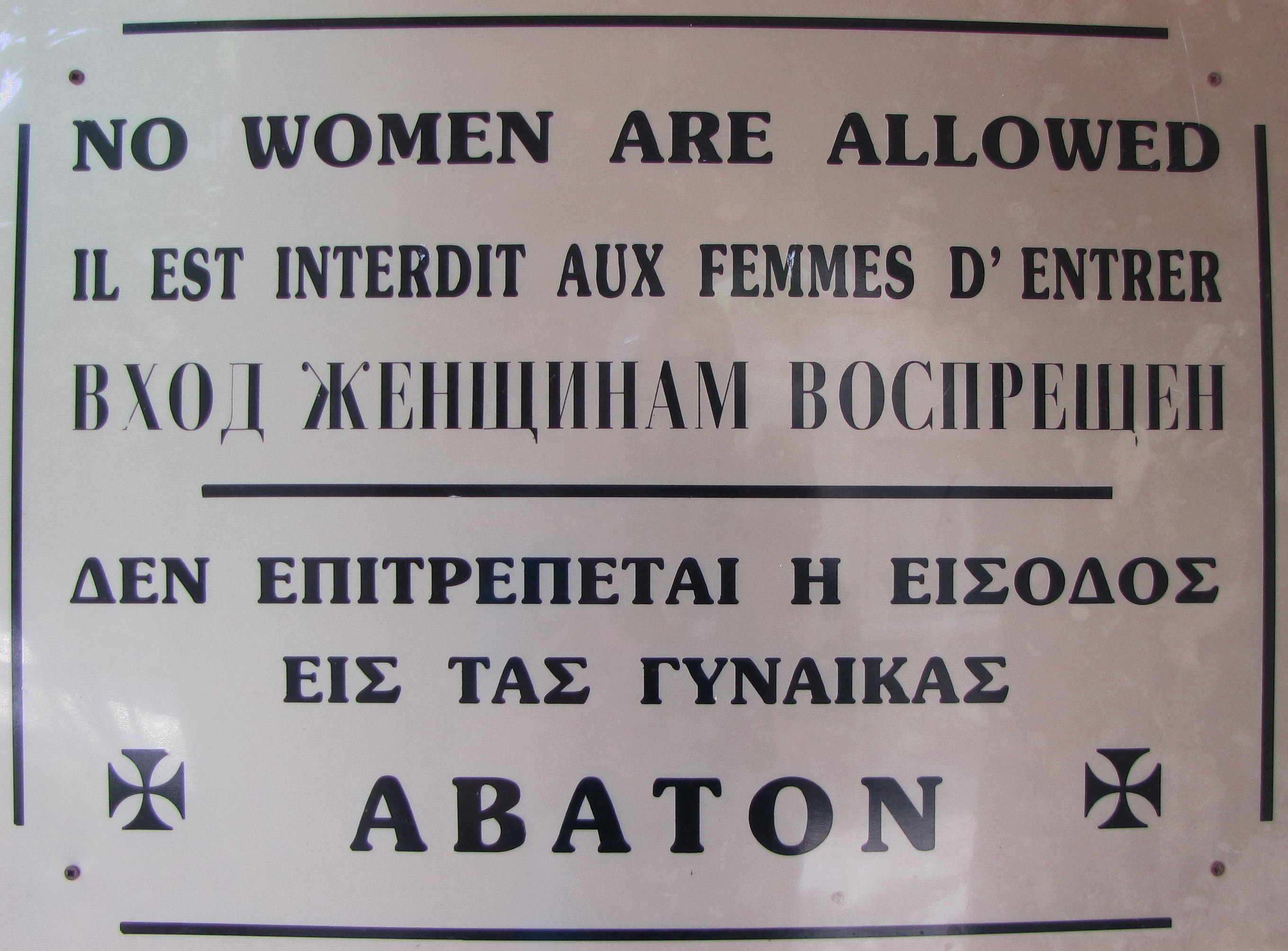
Cartel a la entrada del ábaton del monasterio de Agios Dionysios, Olimpo.

La palabra también es utilizada por los ortodoxos para designar el sanctasanctórum de una iglesia. 